# 엄마의 유산
《엄마의 유산》(러시아어: История Одной Старушки)는 2013년 개봉한 카자흐스탄의 드라마, 가족 영화이다.

## 줄거리
늙고 병든 여인 안나는 가족에게 버림받고 수년간 요양원에서 지내왔다. 그러던 어느 날, 안나의 가족들이 요양원에서 집으로 그녀를 데려온다. 심신이 약해지고 말도 못하게 된 그녀였지만, 안나는 가족들에게 돌아왔고, 집도 되찾은 것에 만족했다. 하지만… 현실은 그렇지 않았다. 주위에서 일어나는 모든 사건들은 그녀의 삶을 송두리째 바꾸고 있었다. 안나가 믿어야 하는 건 오직 그녀 자신뿐이었다. 마침내 가족들이 자신을 데려온 이유를 깨닫게 되는 순간, 안나는 가족으로부터 감당할 수 없는 배신감을 느끼게 되는데….

## 출연진
- 리야 넬스카야 - 안나 페트로브나 역
- 유브게니 쥬마노프 - 사위 루슬란 역
- 옥산나 보이첸코 - 딸 빅토리아 역
- 발렌틴 가프트 - 가브릴 모예세비치 역
- 알렉산더 쥬보브 - 조카 슬라빅 역
- 올렉 폴토라츠키 - 집사 미하엘 역
- 타티아나 타스카야 - 뉴라 역